# ピーター・ホーン (ラグビー選手)
ピーター・ホーン（Peter Horne、1989年10月5日 - ）は、スコットランドの元ラグビーユニオン選手。

## プロフィール
- スコットランド・アバディーン出身。
- 現役時代のポジションはスタンドオフ(SO)、センター(CTB)。
- 身長 175cm、体重 92kg
- 弟のジョージもラグビー選手[1]。
- U20スコットランド代表に選ばれた[2]。
- スコットランド代表通算キャップ数は45でラグビーワールドカップ2015・ラグビーワールドカップ2019のスコットランド代表に選ばれた[3]。
- 7人制スコットランド代表に選ばれた[4]。

## 略歴
2010年、グラスゴー・ウォリアーズに加入。 
2022年、現役を引退した。